# 레니 샌토니
레니 샌토니(Reni Santoni, 1939년 4월 21일 ~ 2020년 8월 1일)는 미국의 배우, 텔레비전 배우, 성우, 영화배우, 연극 배우이다.

## 영화
- 아이린 인 타임 (2009년)
- 갱 워즈 (2004년)
- 닥터 두리틀 2 (2001년)
- 28일 동안 (2000년)
- 더 이상 참을 수 없어 (1998년)
- 닥터 두리틀 (1998년)
- 언터쳐블 가이 (1997년)
- 레이트 쉬프트(영어판) (1996년)
- 브래디 펀치 (1995년)
- 사인필드 (1990년)
- 더 패키지 (1989년)
- 사선을 넘어 - TV 시리즈 (1989년)
- 코브라 (1986년) - 곤잘레스 역
- 레이디오액티브 드림스 (1985년)
- 백만장자 브루스터 (1985년)
- 배드 보이즈 (1983년)
- 죽은 자는 격자 무늬의 옷을 입을 수 없다 (1982년)
- 로즈 가든 (1977년)
- 명탐정 바나비 존즈 (1973년)
- 더티 해리 (1971년) - 치코 곤잘레즈 역
- 황야의 7인 2 (1969년)
- 안지오의 영웅들 (1968년)
- FBI (1965년)
- 전당포 (1964년)